# Fandokhlynka
Fandokhlynka är ett vattendrag i Azerbajdzjan. Det ligger i den västra delen av landet, 400 km väster om huvudstaden Baku.
Trakten runt Fandokhlynka består till största delen av jordbruksmark. Runt Fandokhlynka är det ganska tätbefolkat, med 70 invånare per kvadratkilometer.